# Bastille
Bastille (estilizado como BΔSTILLE) é uma banda de origem britânica formada em Londres, em 2010. Originalmente um projeto solo do cantor e compositor Dan Smith, este mais tarde decidiu formar uma banda. O grupo é composto por Daniel Campbell "Dan" Smith, Chris "Woody" Wood, William Farquarson e Kyle Jonathan Simmons, além do membro de turnê da banda, Charlie Barnes. O nome do grupo é derivado do Dia da Bastilha, evento histórico celebrado no aniversário de Dan Smith, 14 de julho.
Em dezembro de 2010, a EMI Music anunciou que oferecera um contrato de gravação ao grupo com a Virgin Records. O seu single de estreia, "Overjoyed", foi posteriormente lançado em abril de 2012. O seu segundo single, "Bad Blood", que faz também parte do primeiro álbum de estúdio da banda, foi lançado em agosto de 2012 e alcançou um sucesso moderado no Reino Unido, chegando ao número noventa. A terceira faixa do álbum Bad Blood, intitulada "Flaws", tornou-se a primeira do grupo a entrar nas tabelas de Top 40, estreando no número vinte e um.
Em fevereiro de 2013, antes do lançamento de seu álbum de estreia, Apresentou o quarto single, "Pompeii", o qual chegou à segunda posição no Reino Unido. O seu primeiro álbum de estúdio, intitulado Bad Blood, foi lançado em março de 2013 e estreou no top da UK Albums Chart.
A banda foi nomeada a quatro Brit Awards na cerimónia de 2014, incluindo British Breakthrough Act, British Group, British Single of The Year e British Album of The Year, tendo vencido na categoria British Breakthrough Act. Desde fevereiro de 2014, Bastille já vendeu mais de 2,7 milhões de álbuns no Reino Unido.

## História

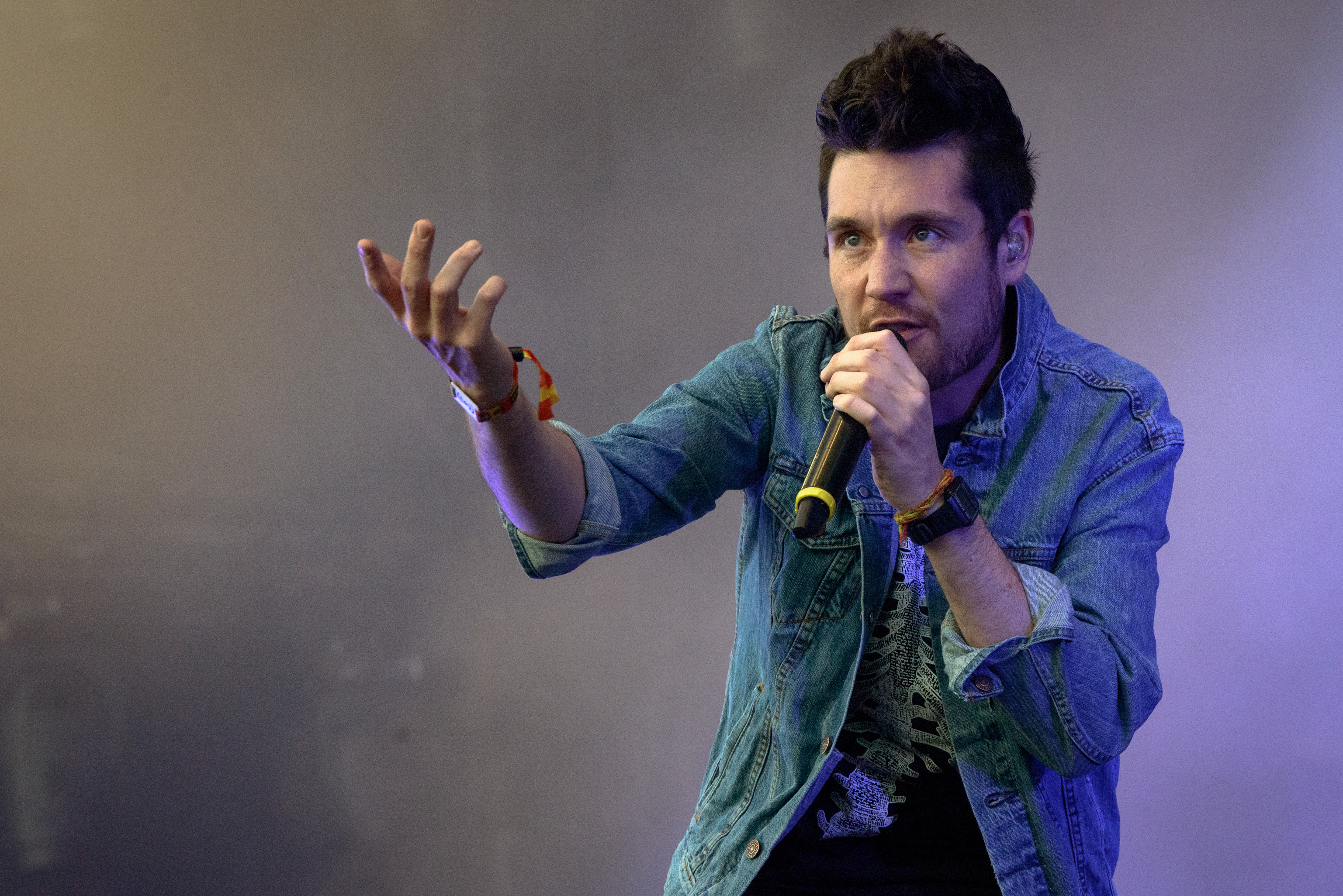
Dan Smith (2015)

Inicialmente a banda era composta por dois outros músicos no violino e violoncelo que saíram da banda porque estavam em busca de algo mais profissional. Dan, Woody, Will e Kyle tocavam juntos antes da banda ter sido iniciada, mas todas as suas primeiras canções foram escritas e gravadas por Smith.
Bastille estreou em junho de 2010 com a sua edição limitada de 7 "/ 45 rpm único com as duas faixas de "Flaws" e "Icarus". Lançado através da gravadora independente com sede em Londres, 'Young & Lost Club', apenas 300 cópias foram publicadas. Este seguiu-se o lançamento do EP "Laura Palmer" mais tarde, em 2011. Depois de estrear mais faixas on-line através de sites como YouTube e MySpace, a banda recebeu grande atenção da media e fãs. O grupo posteriormente garantiu a presença em pequenos eventos, e mais tarde atuou em importantes festivais do Reino Unido, incluindo Festival de Glastonbury, o Isle of Wight Festival e Blissfields.
A banda também gravou e lançou online uma mixtape titulada "Other People's Heartache" dividida em duas partes com diversos covers feitos pela banda de músicas como "Titanium", de David Guetta, "No Scrubs" de TLC, "Angels" de The XX, e "Dreams" de Fleetwood Mac.

### Bad BloodeAll This Bad Blood(2012-2013)
Em 27 de abril de 2012, o lançamento do primeiro single oficial "Overjoyed", foi através da gravadora Virgin Records, como confirmado pela EMI em 1 de maio de 2012.
O segundo single a ser lançado do primeiro álbum de estúdio, Bad Blood, foi a faixa de mesmo nome, "Bad Blood". Um vídeo de acompanhamento para o single foi lançado no canal oficial da banda no YouTube em 29 de junho de 2012, e digitalmente pela Virgin Records, em 20 de agosto de 2012. Bastille foi nomeada 'Nova banda do dia', pelo jornal britânico The Guardian em julho de 2012. A canção alcançou moderadamente a posição 90 nas paradas musicais no Reino Unido, e selou a entrada do grupo na lista. Em agosto de 2012 a banda participou no festival britânico Reading And Leads Festival e como banda de abertura para a cantora e compositora Emeli Sandé.
Mais tarde, em outubro de 2012, fizeram uma pequena tour titulada "Flaws Tour" com a banda Swiss Lips como ato de abertura. O terceiro single, um relançamento do primeiro vinil 7, "Flaws", foi um sucesso comercial, garantindo ao grupo a primeira posição nas paradas UK Top 40, na vigésima primeira colocação. A música "Oblivion (canção)" fez parte da playlist da série The Vampire Diaries, no nono episódio da quarta temporada, em dezembro de 2012. Em fevereiro de 2013, Bastille confirmou o lançamento do quarto single do álbum Bad Blood, "Pompeii". A canção recebeu ótimas críticas positivas, alcançando a segunda colocação no Reino Unido e a quinta nas paradas americanas. O álbum de estreia Bad Blood foi lançado em 4 de março de 2013, e alcançou a primeira colocação na lista de álbuns no Reino Unido. Em 11 de março, Bastille foi anunciada como atração nos Festivais de Reading and Leeds, em agosto de 2013. Em uma entrevista com a Digital Spy, em março de 2013, o vocalista da banda, Dan Smith, anunciou que "Laura Palmer" seria o quinto single do álbum a ser lançado.
O grupo atuou na abertura do concerto da banda de rock inglês Muse na tour The 2nd Law Tour em maio de 2013 e novamente em junho de 2013. Em maio de 2013, Bastille divulgou o EP Haunt nos estados unidos através do iTunes. Em 6 de julho a banda foi a principal atração de abertura no festival músicas em Blissfields. Smith comentou, "nós estamos extremamente animados para abrir o festival. Particularmente porque nós amamos Blissfields, e porque eles tem nos apoiado bastante nos últimos dois anos."
A apresentação coincidiu com a primeira aparição da banda em uma publicação musical nacional, na Notion magazine. Em 24 de agosto, "Things We Lost in the Fire", foi lançada como sexto single do algum de estreia da banda. Um clipe musical para a música foi gravado em Vilnius e Kėdainiai, Lituânia. Em 3 de setembro de 2013, Bastille lançou seu álbum Bad Blood nos Estados Unidos através do iTunes.
Em 9 de outubro de 2013, Bastille lançou um novo single, "Of the Night", um mashup das músicas "The Rhythm of the Night" de Corona e "Rhythm Is a Dancer" de Snap!. O single atingiu a segunda colocação nas paradas britânicas. A música promoveu All This Bad Blood, uma reedição do álbum de estreia da banda, lançado em 25 de novembro de 2013.
Em janeiro de 2014, Will Farquarson contou numa entrevista com a Billboard que a banda já tinha começado a gravar um segundo álbum. A banda apareceu no programa Saturday Night Live em 25 de janeiro de 2014. Em fevereiro de 2014, Bastille ganhou o Brit Awards por Best Breakthrough Act e apresentou uma versão remixada de "Pompeii" juntamente com o grupo musical Rudimental e sua música "Waiting All Night" na cerimônia. Duas horas depois da aparição, as vendas do álbum Bad Blood subiram para 132% dando a eles mais uma semana na primeira posição das paradas musicais britânicas. "Pompeii" subiu 29 posições. Em 1 de abril de 2014, a Official Charts Company anunciou que Bad Blood fora o álbum digital de maior venda em 2013. Também em abril de 2014, a banda atuou no Coachella Valley Music And Arts Festival No Empire Polo Club em Indio, na Califórnia. Em 31 de maio de 2014, a banda fez parte do Annual KROQ Weenie Roast  em Irvine, Califórnia, atuando juntamente com bandas como The Neighbourhood e Fall Out Boy. Em 13 de julho de 2014, Bastille tocou no T In the Park. Em setembro de 2014, eles lançaram o último single de Bad Blood, "Oblivion", junto com "bad_news".

### VS.eWild World(2014-2017)
No final de 2013, Bastille começou a tocar músicas novas chamadas de "Blame", "Campus" e "Weapon", que contou com rapper Angel Haze. Outra canção chamada "Oil On Water" foi tocada durante a passagem de som e vazou online. Eles começaram a trabalhar no álbum em 2014, e começar a gravar em setembro. Farquarson disse que eles tinham "16 ou 17 faixas" já gravadas para o álbum. Ele também disse: "Nós estamos indo para o estúdio em Setembro para a gravação; espero que até lá teremos 20 ou talvez mais. Eu acho que é sempre melhor ter mais material e depois diminuir. Nosso produtor passou em tour com a gente, por isso temos vindo a fazer algumas coisas em nossos dias de folga e durante a passagem de som.". Dan Smith disse que o álbum inclui mais guitarras dizendo "nós realmente não tivemos muito disso no primeiro álbum e ele não pode acabar nele, mas seria bastante interessante experimentar isso. Nós nos sentimos mais livres. Se queremos deixá-lo mais eletrônico então podemos e se queremos deixar mais rock e indie, logo nós podemos."
Em 21 de outubro de 2014, Bastille anunciou seu terceiro mixtape, VS. (Other People's Heartache, Pt.III) com o lançamento de sua música "Torn Apart", com participação dos artistas GRADES e Lizzo no Radio 1 de Zane Lowe. Eles também escreveram as canções "The Driver" para a banda sonora do filme Drive que foi lançada uma semana depois. VS. (Other People's Heartache, Pt.III) é composto inteiramente de conteúdo original, ao contrário de Other People's Heartache e Other People's Heartache, Pt. 2, que eram constituídos por uma combinação de canções originais e covers. Como artistas participantes que são destaques no mixtape incluem: Gemma Sharples, Quartet, Haim, MNEK, Tyde, Rationale, Lizzo, GRADES, Angel Haze, F*U*G*Z, Braque, Rag'N'Bone Man e Skunk Anansie VS. (Other People's Heartache, Pt.III) foi lançado em 8 de dezembro de 2014.
Em 2015, Bastille foi indicado ao Grammy na categoria Artista Revelação, perdendo para Sam Smith.
Em março de 2015 atuaram no Brasil em 3 cidades, Belo Horizonte e Rio de Janeiro e no festival Lollapalooza em São Paulo, onde foram destaques as músicas "Pompeii", "Flaws", "Laura Palmer", "No Angels", "Of The Night" e "Bad Blood". Ainda em sua visita ao Brasil, a banda participou do programa Caldeirão do Huck da Rede Globo.
Ainda em 2015, a banda recrutou um novo membro de tour, Charlie Barnes. Em 22 de setembro de 2015, a banda lançou o áudio oficial da faixa inédita chamada "Hangin’", que faz parte da trilha sonora do jogo FIFA 2016, que inclui ainda músicas recentes de artistas como Beck, Disclosure, Icona Pop, Of Monsters And Men e John Newman, entre outros. Bastille ainda esteve presente na trilha sonora do filme "Kill Your Friends" (2015) com a canção "Overload". Em dezembro de 2015, foi anunciado via Facebook que o segundo álbum da banda seria lançado em 2016.
Em abril de 2016, Bastille estreou uma nova música intitulada "The Currents".
Em 2 de junho de 2016, a banda enviou um trailer com duração de 1:20 minutos onde foi revelado o nome do segundo álbum de estúdio, chamado Wild World.  Em 9 de junho, foi anunciado que o novo single, "Good Grief" da banda, seria lançado em 16 de junho de 2016.
Em 16 de junho de 2016, "Good Grief" estreou na rádio BBC 1. A faixa foi imediatamente lançada para rádio, serviços de streaming e para a compra após a estreia. Em uma entrevista logo após a estreia da canção, Dan Smith e Kyle Simmons revelaram que seu segundo álbum será lançado no final do verão. O álbum vai "passar por uma variedade de sons, mas é a nossa cara."
Em 24 de junho de 2016, Bastille performou "Good Grief" e "Two Evils", de seu segundo álbum, pela primeira vez no Glastonbury Festival. Em 30 de junho de 2016, Bastille anunciou que seu segundo álbum Wild World será lançado em todos os formatos em 9 de setembro de 2016. A banda posteriormente embarcou na sua tour mundial Wild Wild World Tour em Julho.
Em 27 de julho de 2016, a banda lançou "Fake It", música presente no novo álbum. O videoclipe da faixa estreou em 19 de agosto de 2016.
Em 31 de agosto de 2016, a banda lançou "Send Them Off!" como segundo single do novo álbum. O videoclipe estreou em 30 de setembro de 2016.
Em 9 de setembro de 2016, Wild World foi lançado e o álbum alcançou o topo das vendas em meia semana. Em 16 de setembro, foi confirmado que Wild World tinha alcançado a posição #1 nas paradas de álbuns do Reino Unido e da Escócia.
Em 15 de dezembro de 2016, a banda lançou um videoclipe de "Blame", terceiro single oficial do novo álbum.
Em 8 de junho de 2017, a banda lançou um videoclipe de "Glory", quarto single oficial do álbum. Em agosto de 2017, a banda lançou uma versão da canção "Basket Case" da banda Green Day para a série The Tick.

### Doom DayseOther People's Heartache, Pt. IV(2017-presente)
A banda anunciou um terceiro álbum de estúdio a ser lançado em 2019. Em uma entrevista à NME, Smith disse Nós nunca realmente paramos de escrever e gravar, mas eu posso confirmar que passamos boa parte desse ano escrevendo nosso terceiro álbum.
Em 9 de novembro de 2017, foi lançado o single "World Gone Mad", que pertence à trilha sonora do filme da Netflix, Bright. Em 23 de novembro de 2017, Craig David e Bastille lançaram "I Know You", o segundo single do álbum de David.
Em 9 de maio de 2018, "Quarter Past Midnight", o primeiro single do novo álbum, foi ao ar na BBC Radio 1. Em 17 de agosto de 2018, Bastille e Marshmello lançaram o single "Happier", que alcançou a posição #2 na Billboard Hot 100 em fevereiro de 2019.
Em 06 de dezembro de 2018, a banda lançou o single "Grip", que contém a participação do duo de EDM, Seeb. Em 07 de dezembro, foi liberada a mixtape "Other People's Heartache, Pt IV", que contém a participações de artistas como Craig David, Jacob Banks, James Arthur, Kianja, Lily Moore, Moss Kena, Rationale, Swarmz e S-X.
Em 25 de abril de 2019, Bastille lançou o segundo single do terceiro álbum de mesmo nome, "Doom Days". Em 2 de maio de 2019, o terceiro single do álbum, "Joy", estreou na BBC Radio, no programa de Scott Mills. Nas redes sociais, no mesmo dia, Dan Smith confirmou a arte da capa do novo álbum, a tracklist e a data de lançamento para 14 de junho de 2019.

## Mídia
As músicas de Bastille foram utilizadas em alguns programas na televisão. A soap opera inglesa Hollyoaks teve presente a canção "Laura Palmer" na banda sonora. As suas músicas estiveram também em Made in Chelsea e The Vampire Diaries, com "Oblivion", "Things We Lost in the Fire" e "Bad Blood". Bastille também pode ser ouvida em um trailer de EastEnders (2014). A banda também podem ser ouvida em Teen Wolf e no quarto episódio de How to Get Away with Murder em uma colaboração com Naughty Boy.
A sua canção "Pompeii" destaca-se no primeiro jogo First Touch Soccer 15, no jogo da Konami Pro Evolution Soccer 2015 e no filme de 2014 As Aventuras de Peabody & Sherman. A canção "Haunt" pode ser ouvida no final da primeira temporada da série de TV Finding Carter. A música da banda apareceu nos jogos de vídeo FIFA duas vezes: Weight of Living, Pt. II em FIFA 13, e HanginFIFA 16. Laura Palmer também foi registada na língua fictícia Simlish para The Sims 3: Supernatural. O single "Send Them Off!" está incluído na trilha sonora do jogo FIFA 17.
Em janeiro de 2017, rumores apontaram a participação da banda na 7.ª temporada de Game of Thrones enquanto eles visitaram o set de estúdio da série. Os rumores foram negados em fevereiro de 2017. Em julho de 2017, a banda concedeu uma entrevista onde o vocalista Dan Smith confirmou a participação da banda em Game of Thrones. A participação dos integrantes da banda pode ser conferida no último episódio da sétima temporada da série, caracterizados como os chamados "wights" do exército dos mortos.
"Four Walls (The Ballad of Perry Smith)" do álbum Wild World pode ser ouvida em um episódio da segunda temporada de Shadowhunters.

## Discografia

### Álbuns de estúdio
| Ano  | Título                                   |
| ---- | ---------------------------------------- |
| 2013 | Bad Blood                                |
| 2013 | All This Bad Blood                       |
| 2013 | Bad Blood (The Extended Cut)             |
| 2016 | Wild World                               |
| 2016 | Wild World (Complete Edition)            |
| 2019 | Doom Days                                |
| 2019 | Doom Days (This Got Out Of Hand Edition) |
| 2022 | Give Me The Future                       |
| 2022 | Give Me The Future (Deluxe Edition)      |
| 2022 | Give Me The Future + Dreams Of The Past  |
| 2023 | MTV Unplugged                            |
| 2023 | Bad Blood X (10th Anniversary Edition)   |

### Remixes
| Ano  | Título  |
| ---- | ------- |
| 2013 | Remixed |

### Mixtapes
| Ano  | Título                                 |
| ---- | -------------------------------------- |
| 2012 | Other People's Heartache               |
| 2012 | Other People's Heartache Pt. 2         |
| 2014 | VS. (Other People's Heartache Pt. III) |
| 2018 | Other People's Heartache Pt. 4         |

### EPs
| Ano  | Título                            |
| ---- | --------------------------------- |
| 2011 | Laura Palmer - EP                 |
| 2012 | "Bad Blood - EP"                  |
| 2012 | Bad Blood (Remixes)               |
| 2012 | "Flaws - EP"                      |
| 2013 | Haunt - EP                        |
| 2013 | "Overjoyed (Remixes)"             |
| 2013 | "Of The Night - EP"               |
| 2013 | "Things We Lost In The Fire" - EP |
| 2013 | "Pompeii - EP"                    |
| 2013 | iTunes Festival: London 2013      |
| 2014 | "Oblivion - EP"                   |
| 2020 | Goosebumps                        |

### Singles
| Ano  | Título                                         | Álbum                                   |
| ---- | ---------------------------------------------- | --------------------------------------- |
| 2011 | "Flaws" / Icarus                               | Sem álbum                               |
| 2012 | "Flaws"                                        | Bad Blood                               |
| 2012 | "Bad Blood"                                    | Bad Blood                               |
| 2013 | "Pompeii"                                      | Bad Blood                               |
| 2013 | Haunt                                          | Bad Blood                               |
| 2013 | Laura Palmer                                   | Bad Blood                               |
| 2013 | Things We Lost In The Fire                     | Bad Blood                               |
| 2013 | Of The Night                                   | All This Bad Blood                      |
| 2014 | Oblivion                                       | All This Bad Blood                      |
| 2014 | Torn Apart (vs. GRADES)                        | VS. (Other People's Heartache, Pt. III) |
| 2014 | Weapon (vs. Angel Haze vs. F*U*G*Z vs. Braque) | VS. (Other People's Heartache, Pt. III) |
| 2014 | Bite Down (vs. HAIM)                           | VS. (Other People's Heartache, Pt. III) |
| 2016 | Good Grief                                     | Wild World                              |
| 2016 | Send Them Off!                                 | Wild World                              |
| 2016 | Blame                                          | Wild World                              |
| 2017 | Glory                                          | Wild World                              |
| 2018 | Quarter Past Midnight                          | Doom Days                               |
| 2018 | Happier (com Marshmello)                       | Happier (single)                        |
| 2018 | Grip (com Seeb)                                | Other People's Heartache, Pt. IV        |
| 2019 | Doom Days                                      | Doom Days                               |
| 2019 | Joy                                            | Doom Days                               |
| 2019 | Those Nights                                   | Doom Days                               |
| 2019 | Another Place (com Alessia Cara)               | Doom Days: This Got Out Of Hand!        |
| 2020 | WHAT YOU GONNA DO???                           | TBA                                     |
| 2020 | survivin'                                      | TBA                                     |

### Singles promocionais
| Ano  | Título                       | Álbum                                        | Notas                                                        |
| ---- | ---------------------------- | -------------------------------------------- | ------------------------------------------------------------ |
| 2013 | Laughter Lines               | All This Bad Blood                           |                                                              |
| 2014 | Do They Know It's Christmas? | Do They Know It's Christmas? (2014) - Single | Lançado sob o nome "Band Aid 30", em ajuda à Crise do Ebola. |
| 2016 | Fake It                      | Wild World                                   |                                                              |

### Vídeos musicais
| Ano  | Título                       | Diretor            |
| ---- | ---------------------------- | ------------------ |
| 2012 | "Overjoyed"                  | Courtney Phillips  |
| 2012 | "Bad Blood"                  | Olivier Groulx     |
| 2012 | "Flaws"                      | Austin Peters      |
| 2013 | "Pompeii"                    | Jesse John Jenkins |
| 2013 | "Laura Palmer"               | Austin Peters      |
| 2013 | "Things We Lost In The Fire" | Naor Aloni         |
| 2013 | "Of The Night"               | Dave Ma            |
| 2014 | "Oblivion"                   | Austin Peters      |
| 2014 | bad_news                     | Tom Middleton      |
| 2014 | Torn Apart (vs. GRADES)      | Keith Schofield    |
| 2016 | Good Grief                   | NYSU               |
| 2016 | Fake It                      | Crooked Cynics     |
| 2016 | Send Them Off!               |                    |
| 2016 | Blame                        |                    |
| 2017 | Glory                        | Daniel Brereton    |
| 2018 | Quarter Past Midnight        | Austin Peters      |
| 2019 | Doom Days                    |                    |
| 2019 | Joy                          |                    |
| 2019 | Those Nights                 |                    |
| 2019 | Bad Decisions                |                    |
| 2019 | Another Place                |                    |
| 2020 | WHAT YOU GONNA DO???         | Reza Dolatabadi    |
| 2020 | survivin'                    | Reza Dolatabadi    |

## Elementos da Banda

### Membros
- Daniel Campbell "Dan" Smith (nascido a 14 de julho de 1986) - vocais, piano, percussão, compositor, produtor. (2010–presente)
- Kyle Jonathan Simmons (nascido a 5 de fevereiro de 1988) - teclados, percussão, baixo, apoio vocal. (2010–presente)
- William "Will" Farquarson (nascido a 22 de setembro de 1983) - baixo, teclados, violão, apoio vocal. (2010–presente)
- Chris "Woody" Wood (nascido a 6 de julho de 1985) - percussão, apoio vocal. (2010–presente)

#### Membros de turnês
- Charlie Barnes (nascido em 31 de maio de 1989) - guitarra, teclados, sintetizadores, vocais, percussão, baixo. (2015–presente)

### Pessoal adicional
- Polly Comber (Black Fox Management) – Empresário
- Josh Smith (Black Fox Management) – Empresário
- Paul "Coop" Cooper – Engenheiro de Shows
- Jamie Thompson – Designer de Iluminação
- Tom Middleton – Filmografia
- Martin McAndrew – Operador de Palco
- Ben Kingman – Engenheiro de Monitores
- Will Dart – Engenheiro de Iluminação
- Dick Meredith – Gerente de Shows
- Gregory Nolan – Fotógrafo de Shows
- Mark Crew – Produtor
- Joel Stanley – Gerente de Produção